# GLOBE-Programm
GLOBE-Programm steht für Global Learning and Observations to Benefit the Environment und bezeichnet ein am 22. April 1994 vom früheren U.S. Vize-Präsidenten Al Gore iniiertes internationales Programm der Geowissenschaften und Ökologie, an dem über 17000 Schulen in mehr als 100 Ländern teilnehmen.

## Ziele
Es soll durch wissenschaftliche Bildung und Forschung zum Schutz der Erde beitragen. Ziele des weltweiten Netzwerks aus Schülern, Lehrkräften und Wissenschaftlern sind:
- Förderung der naturwissenschaftlichen Bildung nach den neuesten Bildungsstandards
- Stärkung des Umweltbewusstseins
- Vertiefung des Verständnisses für unser System Erde durch ihren eigenen Beitrag zur globalen Umweltbeobachtung und Forschung

## GLOBE Deutschland
Träger von GLOBE Deutschland war zunächst das DLR in Köln, danach das Leibniz-Institut für die Pädagogik der Naturwissenschaften  an der Christian-Albrechts-Universität zu Kiel. Die deutsche Teilnahmeorganisation des GLOBE-Projektes wurde in den Jahren 1996 bis 2008 vom Bundesministerium für Bildung und Forschung und verschiedenen Sponsoren gefördert. Die Förderung durch das Bundesministerium für Bildung und Forschung ist inzwischen ausgelaufen, die ehemalige Website von GLOBE-Germany wurde abgeschaltet. GLOBE-Deutschland ist die Nachfolgeorganisation von GLOBE-Germany, die sich zum Ziel gesetzt hat, weiter am GLOBE-Projekt der USA (GLOBE-USA) mitzuarbeiten und Schulen bei dieser Arbeit zu unterstützen. GLOBE-Deutschland ist ein eingetragener Verein und von GLOBE-USA als offizieller Nachfolger anerkannt und organisiert Treffen, Ideenaustausch und Lehrerfortbildungen.